# بيير جراميجنا
بيير جرامينيا هو دبلوماسي وسياسي لوكسمبورغي من مواليد 22 أبريل 1958 ينتمي إلى الحزب الديمقراطي ويشغل منصب مدير آلية الاستقرار الأوروبي منذ عام 2022. شغل سابقًا منصب وزير المالية في حكومة كزافييه بيتيل من عام 2013 إلى عام 2022.